# Кфир (бригада)

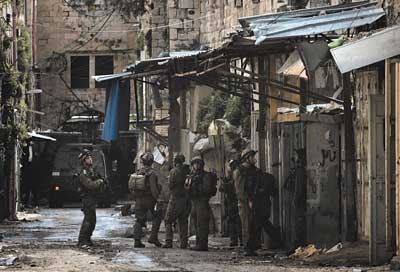
Батальон «Харув» из бригады «Кфир» во время проведения операции «Горячая зима» в палестинском Наблусе.

900-я пехотная бригада «Кфир» (ивр. חטיבת כפיר‎) — пехотная бригада Армии обороны Израиля, тактическое соединение сухопутных войск Израиля.

## История
В 2005 году 5 отдельных пехотных батальонов и батальон «Нецах Йехуда» (97-й) были сведены в «900-е соединение» («Эгед 900»).
6 декабря 2005 года 900-е соединение было преобразовано в «900-ю бригаду» впоследствии получившую имя «Кфир» (первый командир бригады Давид Менахем).
1 сентября 2006 года бойцы бригады «Кфир» получили пятнистый берет. Флаг бригады представляет собой прямоугольник, разделённый на два треугольника по диагонали, один из которых камуфлированный, а второй белый.
В феврале 2007 года в Тель-Хадид состоялась первая бригадная торжественная церемония окончания курса молодого бойца, на церемонии присутствовали все батальоны бригады. В июле того же года состоялась первая церемония памяти павшим солдатам, которая проходила в Афуле, у «Яд Ла-баним».
Во время операции «Литой свинец» батальон «Харув» находился в секторе Газа, во время боёв в южной части сектора погиб один из ротных командиров батальона.
В октябре 2009 года бригада попала на заголовки газет — новобранцы батальона «Шимшон» вывесили транспаранты с лозунгами против эвакуации поселений.
В сентябре 2014 года бригада была выведена из состава 162-й бронетанковой дивизии «Ха-Плада» и вошла в состав 340-й резервной дивизии «Идан».
При расформировании 340-й дивизии «Идан» в сентябре 2020 года бригада стала одним из подразделений, на основе которого была учреждена 99-я дивизия «Ха-Базак», подчинённая напрямую Командованию сухопутных войск.

## Состав
В состав бригады входят:
- 90-й батальон «Нахшо́н» (ивр. נחשון‎, дословное значение: см. Нахшон) — был образован как отдельная рота в 1998 году, в 2000 году был сформирован батальон;
- 92-й батальон «Шимшо́н» (ивр. שמשון‎, дословно: «Самсон») — был образован в ноябре 1997 года;
- 93-й батальон «Хару́в» (ивр. חרוב‎, дословно: «Рожковое дерево»; также «Сайе́рет Хару́в» (ивр. סיירת חרוב‎)) — был образован в 1995 году, в марте 2017 года был преобразован в разведывательный батальон бригады;
- 94-й батальон «Духифат» (ивр. דוכיפת‎, дословно: «Удод») — был образован в 1984 году;
- 97-й батальон «Не́цах Йехуда́» (ивр. נצח יהודה‎, дословно: «Вечность/Верность Иудеи»[3]), неофициально называется также «На́халь Хареди́» (ивр. נח"ל חרדי‎, дословно: «Ультраортодоксальный Нахаль») — был образован в 2002 году, формируется из ортодоксальных религиозных евреев, желающих служить в Армии Обороны Израиля;
- Тренировочная база бригады (ивр. בא"ח כפיר‎ Бах Кфир или Бах 900) «А́дам» (ивр. אדם‎).

В июне 2012 года было объявлено о планах внести к концу 2013 года изменения в структуру бригады по подобию остальных израильских пехотных бригад: преобразовать 93-й батальон «Харув» в разведывательный батальон, состоящий из разведывательной, противотанковой и инженерной рот, основать роту связи бригадного подчинения, а также рассмотреть сокращение одного из батальонов бригады.
В июле 2015 года был расформирован образованный в 2001 году 96-й батальон «Лави́» (ивр. לביא‎, дословно: «Лев»), до этого входивший в состав бригады.

## Командиры бригады
| Имя           | Период                                    | Комментарий                                                                                                 |
| Эяль Носовски | октябрь 2003 — октябрь 2005               | |
| Давид Менахем | октябрь 2005 — август 2007                | В дальнейшем бригадный генерал (тат-алуф)                                                                   |
| Итай Верув    | август 2007 — август 2009                 | В дальнейшем генерал-майор (алуф)                                                                           |
| Орен Авман    | август 2009 — июнь 2011                   | В дальнейшем бригадный генерал (тат-алуф)                                                                   |
| Уди Бен-Муха  | июнь 2011 — июль 2013                     | В дальнейшем бригадный генерал (тат-алуф)                                                                   |
| Ашер Бен Лулу | июль 2013 — июль 2015                     | В дальнейшем бригадный генерал (тат-алуф)                                                                   |
| Гай Хазут     | июль 2015 — март 2017                     | В дальнейшем бригадный генерал (тат-алуф)                                                                   |
| Цион Рацон\|  | В дальнейшем бригадный генерал (тат-алуф) | |
| Эран Улиэль   | июль 2019 — май 2021                      | В дальнейшем бригадный генерал (тат-алуф)                                                                   |
| Шарон Альтит  | май 2021 — август 2023                    | Первый комбриг, начавший свою военную службу в батальоне бригады; в дальнейшем бригадный генерал (тат-алуф) |
| Янив Барут    | август 2023 — июль 2025                   | |
| Эяль Коэн     | с июля 2025                               | |